# 绍兴古桥群
绍兴古桥群位于浙江省绍兴市越城区和柯桥区，由12座元至民国时期的石桥组成，其中原光相桥（3-68）、太平桥（3-70）、广宁桥（4-71）、泗龙桥（5-147）分别于1989年、1997年、2005年列入第三、四、五批浙江省文物保护单位。2011年又有8座桥梁与以上4座桥梁合并，列入第六批浙江省文物保护单位，名称为绍兴古桥群。2013年以上12座桥梁除西跨湖桥外，其余与第五批全国重点文物保护单位八字桥合并，列入第七批全国重点文物保护单位，名称仍为绍兴古桥群。

## 桥梁列表
- 八字桥
- 光相桥
- 广宁桥
- 泗龙桥
- 太平桥
- 谢公桥
- 题扇桥
- 迎恩桥
- 拜王桥
- 接渡桥
- 融光桥
- 泾口大桥